# DKW F89
La DKW F89 è un'autovettura di fascia media prodotta dal 1950 al 1954 dalla Casa automobilistica tedesca Auto Union con il marchio DKW.

## Storia e profilo

### Genesi e debutto
Dopo la fuga dalla Sassonia da parte della dirigenza dell'Auto Union e l'arrivo ad Ingolstadt, in Baviera, si decise di tornare alla produzione sia di motociclette che di automobili. Il solo marchio dell'Auto Union che negli anni precedenti si fosse occupato di entrambi i filoni produttivi fu la DKW, che tra l'altro parve anche il marchio più appropriato fra quelli da utilizzare in un periodo così drammatico per la Germania, dove le ristrettezze economiche furono la regola per l'intera popolazione civile tedesca. Perciò gli altri tre marchi facenti parte del colosso tedesco (Audi, Wanderer e Horch), un tempo destinati a modelli di fascia superiore, non vennero utilizzati.
Per quanto riguarda la produzione automobilistica si scelse di ripartire praticamente da dove si era stati interrotti, vale a dire dal prototipo F9. Durante la precipitosa fuga verso la Baviera, la dirigenza Auto Union portò via con sé tutti gli incartamenti relativi alla carrozzeria della F9, ma purtroppo quelli relativi al motore tricilindrico che avrebbe dovuto essere utilizzato per tale vettura andarono persi. Perciò si dovette ripiegare nuovamente sul motore bicilindrico che una volta fu della F8. Ma nel frattempo si cominciò un lavoro di ricostruzione del motore della F9 a partire da un paio di motori-prototipo, sempre a 3 cilindri. Il tricilindrico che ne sarebbe risultato avrebbe trovato applicazione nell'erede della F89, la F91.
Nel frattempo, anche se con questo modello ancora in fase di sviluppo, il listino DKW del secondo dopoguerra ricomparve sulla tormentata scena automobilistica dell'epoca, proponendo un modello di transizione, la F10, ed un furgone, lo Schnellaster.
La vettura definitiva fu presentata alla stampa il 17 maggio 1950 presso il nuovo quartier generale della rifondata Auto Union GmbH di Ingolstadt. La sigla scelta per il nuovo modello fu F89, una sigla che stava ad indicare la parentela tecnica con la F8, ma abbinata ad una carrozzeria derivata dal prototipo F9.

### Caratteristiche
Dell'originaria carrozzeria del prototipo F9, la nuova F89 mutò solo pochi particolari, primo fra tutti la calandra, ora a listelli orizzontali, dei quali tre in tinta con la carrozzeria. La stessa calandra, inoltre, non era più divisa in due da una linea verticale cromata che attraversava longitudinalmente anche il cofano motore. Tale linea, presente anche nella F89, si interrompeva in quest'ultima sul bordo anteriore del cofano. Un'altra differenza stava nel parabrezza, ora in un unico pezzo anziché diviso in due da un montante verticale posto in mezzo (com'era invece nella F9). Oltre alla canonica versione berlina a 2 porte, nella gamma della F89 fu prevista fin da subito una variante con carrozzeria cabriolet a 4 posti. La sigla completa della versione berlina fu F89 P, dove P stava per Personenwagen, ossia veicolo per trasporto persone (cioè "automobile"). Con ciò, si volle distinguere tale modello dal furgone F89 L (il già citato Schnellaster), dove la L stava per Lieferwagen, ossia appunto "furgone".
Come già anticipato, nell'impossibilità di montare un tricilindrico sotto il cofano della F89, si utilizzò nuovamente il bicilindrico di origine F8. Tale motore fu leggermente ritoccato per l'occasione, cosicché la sua potenza massima passò da 20 a 23 CV. Inoltre, non più collocato a sbalzo dell'avantreno, ma dietro di esso, e venne ruotato di 180 gradi per poter essere sistemato nel nuovo cofano motore dalla forma più spiovente e che quindi avrebbe concesso meno spazio al propulsore ospitato se fosse stato montato nella posizione originaria. Anche lo stesso telaio fu un'evoluzione di quello utilizzato per il modello pre-bellico, ma con un nuovo impianto frenante di tipo idraulico. Si trattò inoltre dello stesso telaio utilizzato già dall'inizio del 1950 per il furgoncino Schnellaster. Il cambio era di tipo manuale a 3 marce.
Con l'obiettivo di rafforzare la continuità con la produzione automobilistica d'anteguerra, l'unico allestimento disponibile per la F89 fu denominato Meisterklasse (in precedenza esisteva anche un allestimento più economico denominato Reichsklasse).
La produzione della F89 non fu affidata allo stabilimento di Ingolstadt, ma al nuovo stabilimento Auto Union di Düsseldorf, che nel frattempo fu ultimato. Ciò valse solo per la versione berlina, mentre la cabriolet fu invece assemblata presso la carrozzeria Karmann di Osnabrück.

### Evoluzione

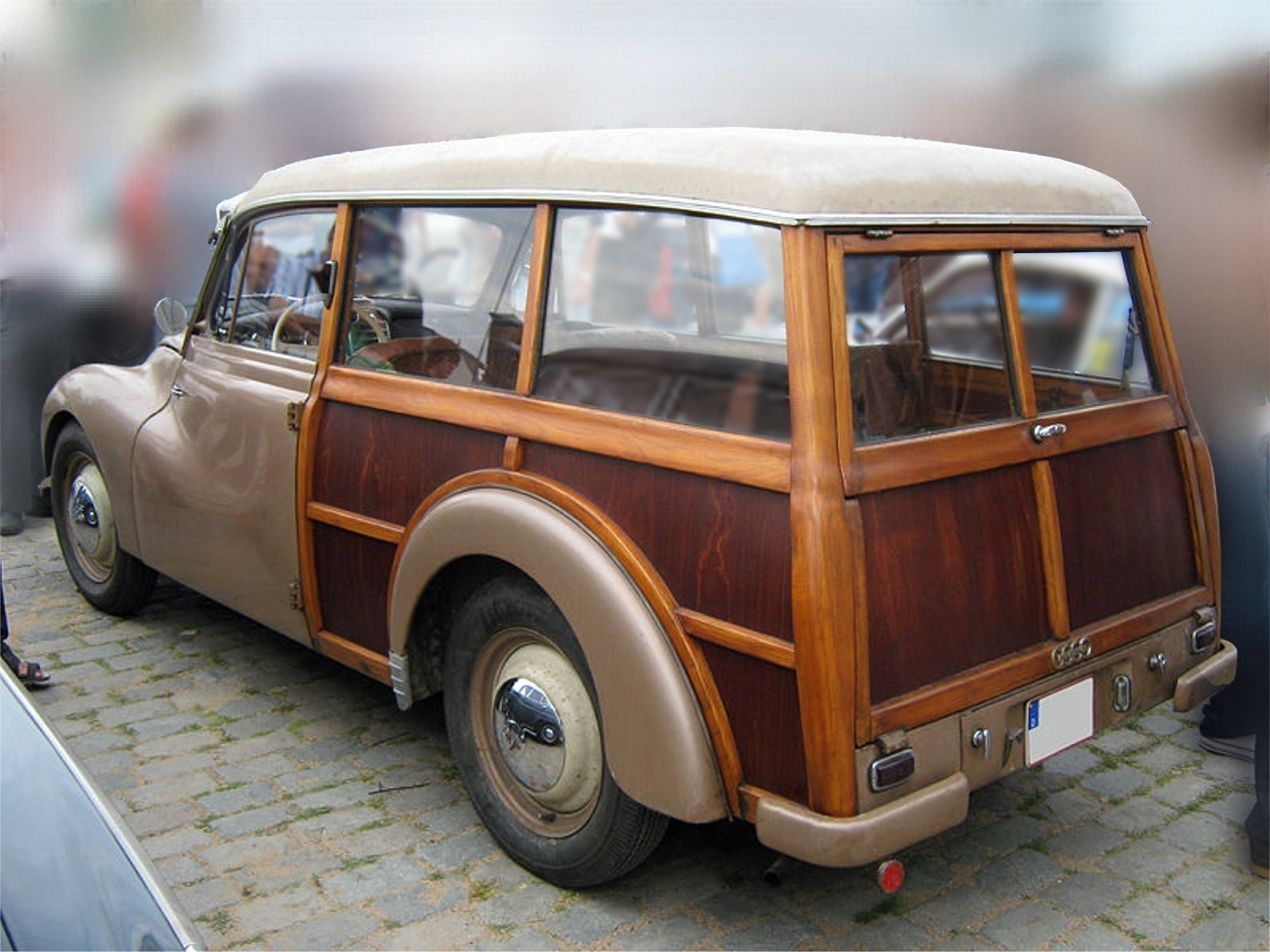
Una F89 Universal

Con l'arrivo della F89, la F10 uscì dal listino: il nuovo modello riscosse un buon successo di vendite malgrado il periodo assai difficile dal punto di vista economico. Già il 28 novembre del 1950 fu prodotto il millesimo esemplare, mentre alla fine del 1951 si raggiunsero le 15.000 consegne.
Nell'aprile del 1951, al Salone di Francoforte (che in quel periodo si teneva in primavera), fu presentata la F89S Universal, ossia una versione giardinetta con carrozzeria mista acciaio-legno. Le parti in legno andarono a costituire la parte posteriore del corpo vettura ed erano a vista, cosicché l'aspetto esterno della Universal somigliò parecchio a quello delle cosiddette Woodies, ossia le mastodontiche giardinette americane rivestite in legno. Sempre a Francoforte furono svelate anche ulteriori varianti di carrozzeria, vale a dire la trasformabile, la coupé e la cabriolet. Mentre la prima non fu altro che una berlina con tetto apribile in tela, le altre due varianti andarono a collocarsi al vertice della gamma, per via delle finiture più lussuose. Il prezzo fu quindi sensibilmente più alto e la produzione fu pertanto molto più ridotta. Disponibili unicamente in configurazione biposto, le F89 Coupé e Zweisitziger Cabriolet (ossia cabriolet a 2 posti) furono assemblate non a Düsseldorf e neppure ad Osnabrück, bensì presso la carrozzeria Hebmüller di Wülfrath. È curioso notare come l'atelier della Hebmüller avesse proposto sia una versione cabriolet della F89 sia, nello stesso periodo, una versione cabriolet del Volkswagen Maggiolino, il principale avversario della F89 stessa. La commercializzazione di queste quattro novità fu avviata alla fine dell'estate dello stesso anno.
Nell'aprile del 1952 la produzione raggiunse le 25.000 unità e nello stesso periodo la gamma si arricchì ulteriormente con l'arrivo della versione furgoncino, denominata F89 Stadtlieferwagen. Tale versione era simile alla Universal, ma con la parte posteriore della carrozzeria interamente in lamiera e con lunotto e finestrini posteriori sostituiti da lamiere d'acciaio. A luglio vi fu un piccolo aggiornamento, consistente nella sostituzione dei cerchi da 16 pollici con cerchi da 15 pollici.
Nel settembre del 1952, a causa del fallimento della carrozzeria Hebmüller, cessò la produzione delle versioni coupé e cabriolet a 2 posti.

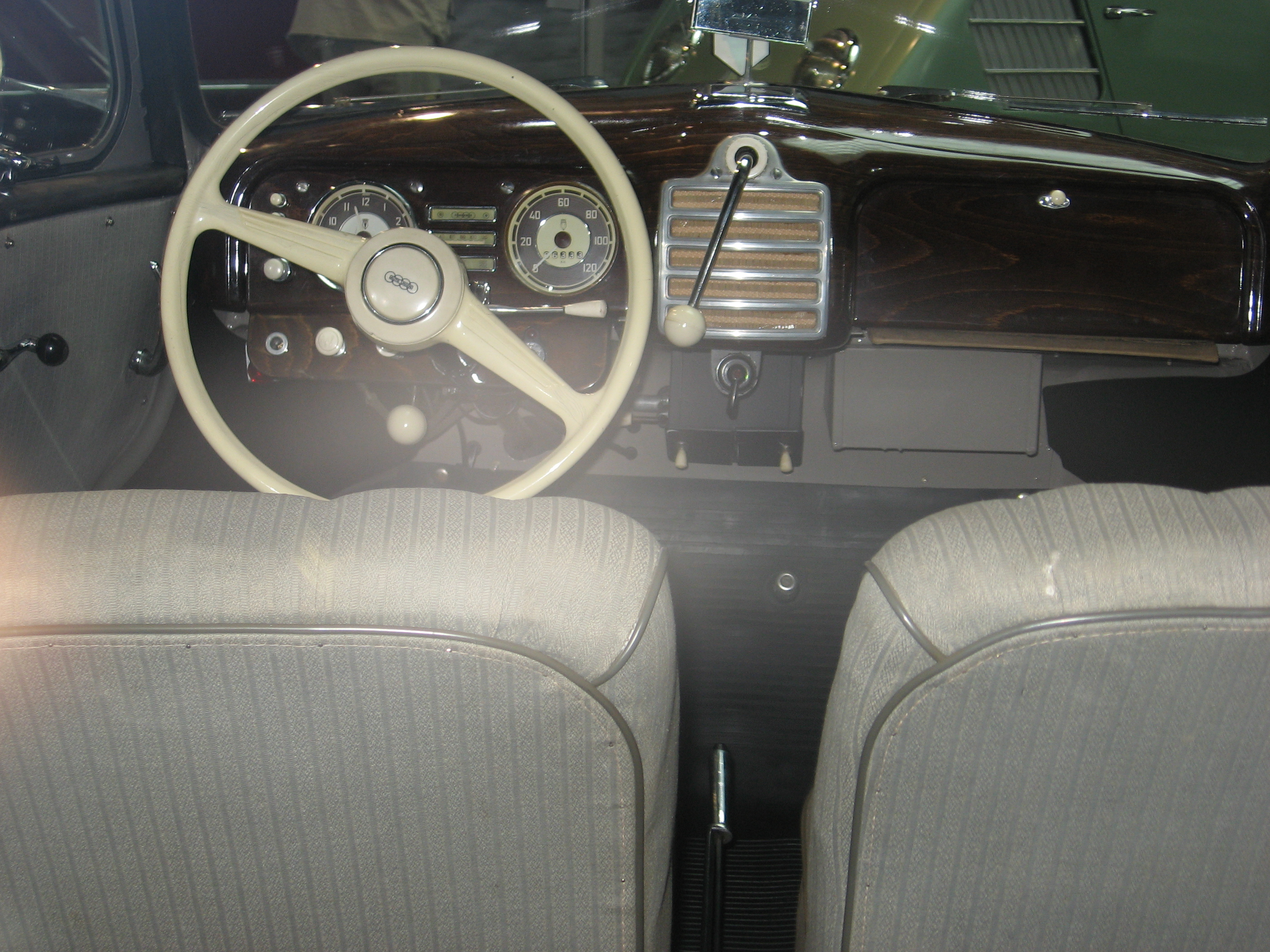
Il posto guida di una F89

Nel febbraio del 1953 vi fu un aggiornamento più evidente, sia esteticamente che meccanicamente: sul piano estetico venne introdotto un lunotto di maggiori dimensioni ed una calandra affine a quella della F91 ormai prossima al lancio. Nell'abitacolo comparvero nuovi rivestimenti ed un nuovo volante. La Universal, inoltre, rinunciò alla carrozzeria in legno ed acciaio a favore di una più tradizionale carrozzeria interamente in lamiera. Per quanto riguarda la meccanica, fu adottato il cambio a 4 marce fino a quel momento utilizzato solo per lo Schnellaster, ma anche una nuova frizione monodisco a secco ed un nuovo differenziale.
Tre mesi dopo, la cabriolet a 4 posti scomparve dal listino, mentre a novembre fu la volta della versione furgoncino. La berlina e la Universal rimasero a quel punto le ultime versioni rimaste, per le quali la Casa praticò un sensibile ribasso di prezzo allo scopo di smaltire rapidamente le scorte giacenti. La produzione della F89 cessò così nell'aprile del 1954.

### Esemplari prodotti
Per quanto riguarda gli esemplari prodotti in totale, le fonti sono discordanti: alcuni testi, riportando una tabella accurata per tipo di carrozzeria, dichiarano un totale di 59.424 esemplari, altri ne dichiarano 65.890 fra tutte le versioni. Alcuni siti confermano quest'ultimo totale, distinguendo anche fra berline (59.475) e giardinette (6.415), ma in questo modo verrebbero escluse le versioni coupé e cabriolet. Infine, il Museum Mobile Audi di Ingolstad dichiara nelle descrizioni un'altra cifra, pari a 59.315 unità, senza specificare se si tratti di un totale complessivo o se vengono escluse dal conteggio alcune varianti. Ma nella pagina web dello stesso museo dedicata alla F89 vengono invece dichiarati 59.475 esemplari come già in altri siti.

### Tabella caratteristiche
| Modello                            | F89P                                                                          | F89S Universal                                                                | F89 Stadtlieferwagen                                                          | F89 Coupé                                                                     | F89 Cabriolet (2 posti)                                                       | F89 Cabriolet (4 posti)                                                       |
| ---------------------------------- | ----------------------------------------------------------------------------- | ----------------------------------------------------------------------------- | ----------------------------------------------------------------------------- | ----------------------------------------------------------------------------- | ----------------------------------------------------------------------------- | ----------------------------------------------------------------------------- |
| Anni di produzione                 | 08/1950-04/1954                                                               | 09/1951-04/1954                                                               | 06/1952-11/1953                                                               | 08/1951-09/1952                                                               | 08/1951-09/1952                                                               | 08/1950-05/1953                                                               |
| Motore                             | Due tempi con lavaggio Schnürle                                               | Due tempi con lavaggio Schnürle                                               | Due tempi con lavaggio Schnürle                                               | Due tempi con lavaggio Schnürle                                               | Due tempi con lavaggio Schnürle                                               | Due tempi con lavaggio Schnürle                                               |
| Posizione                          | Anteriore trasversale                                                         | Anteriore trasversale                                                         | Anteriore trasversale                                                         | Anteriore trasversale                                                         | Anteriore trasversale                                                         | Anteriore trasversale                                                         |
| Numero e disposizione dei cilindri | Due cilindri in linea                                                         | Due cilindri in linea                                                         | Due cilindri in linea                                                         | Due cilindri in linea                                                         | Due cilindri in linea                                                         | Due cilindri in linea                                                         |
| Cilindrata (cm³)                   | 684                                                                           | 684                                                                           | 684                                                                           | 684                                                                           | 684                                                                           | 684                                                                           |
| Alesaggio e corsa (mm)             | 76 x 76                                                                       | 76 x 76                                                                       | 76 x 76                                                                       | 76 x 76                                                                       | 76 x 76                                                                       | 76 x 76                                                                       |
| Alimentazione                      | Carburatore                                                                   | Carburatore                                                                   | Carburatore                                                                   | Carburatore                                                                   | Carburatore                                                                   | Carburatore                                                                   |
| Rapporto di compressione           | 6.5:1                                                                         | 6.5:1                                                                         | 6.5:1                                                                         | 6.5:1                                                                         | 6.5:1                                                                         | 6.5:1                                                                         |
| Potenza massima (CV a giri/min)    | 23/4500                                                                       | 23/4500                                                                       | 23/4500                                                                       | 23/4500                                                                       | 23/4500                                                                       | 23/4500                                                                       |
| Coppia massima (Nm a giri/min)     | 47/2000                                                                       | 47/2000                                                                       | 47/2000                                                                       | 47/2000                                                                       | 47/2000                                                                       | 47/2000                                                                       |
| Trazione                           | Anteriore                                                                     | Anteriore                                                                     | Anteriore                                                                     | Anteriore                                                                     | Anteriore                                                                     | Anteriore                                                                     |
| Cambio                             | Manuale a 3 marce (a 4 marce dal febbraio 1953) e dispositivo di ruota libera | Manuale a 3 marce (a 4 marce dal febbraio 1953) e dispositivo di ruota libera | Manuale a 3 marce (a 4 marce dal febbraio 1953) e dispositivo di ruota libera | Manuale a 3 marce (a 4 marce dal febbraio 1953) e dispositivo di ruota libera | Manuale a 3 marce (a 4 marce dal febbraio 1953) e dispositivo di ruota libera | Manuale a 3 marce (a 4 marce dal febbraio 1953) e dispositivo di ruota libera |
| Frizione                           | Frizione a bagno d'olio (monodisco a secco dal febbraio 1953)                 | Frizione a bagno d'olio (monodisco a secco dal febbraio 1953)                 | Frizione a bagno d'olio (monodisco a secco dal febbraio 1953)                 | Frizione a bagno d'olio (monodisco a secco dal febbraio 1953)                 | Frizione a bagno d'olio (monodisco a secco dal febbraio 1953)                 | Frizione a bagno d'olio (monodisco a secco dal febbraio 1953)                 |
| Sospensioni ant.                   | A ruote indipendenti con triangoli inferiori e balestra trasversale superiore | A ruote indipendenti con triangoli inferiori e balestra trasversale superiore | A ruote indipendenti con triangoli inferiori e balestra trasversale superiore | A ruote indipendenti con triangoli inferiori e balestra trasversale superiore | A ruote indipendenti con triangoli inferiori e balestra trasversale superiore | A ruote indipendenti con triangoli inferiori e balestra trasversale superiore |
| Sospensioni post.                  | Ad assale rigido oscillante con balestra trasversale superiore                | Ad assale rigido oscillante con balestra trasversale superiore                | Ad assale rigido oscillante con balestra trasversale superiore                | Ad assale rigido oscillante con balestra trasversale superiore                | Ad assale rigido oscillante con balestra trasversale superiore                | Ad assale rigido oscillante con balestra trasversale superiore                |
| Impianto frenante                  | Circuito idraulico con quattro tamburi da 230 mm di diametro                  | Circuito idraulico con quattro tamburi da 230 mm di diametro                  | Circuito idraulico con quattro tamburi da 230 mm di diametro                  | Circuito idraulico con quattro tamburi da 230 mm di diametro                  | Circuito idraulico con quattro tamburi da 230 mm di diametro                  | Circuito idraulico con quattro tamburi da 230 mm di diametro                  |
| Pneumatici                         | 5.60 x 16 (5.60 x 15 dal luglio 1952)                                         | 5.60 x 16 (5.60 x 15 dal luglio 1952)                                         | 5.60 x 16 (5.60 x 15 dal luglio 1952)                                         | 5.60 x 16 (5.60 x 15 dal luglio 1952)                                         | 5.60 x 16 (5.60 x 15 dal luglio 1952)                                         | 5.60 x 16 (5.60 x 15 dal luglio 1952)                                         |
| Serbatoio                          | 32                                                                            | 32                                                                            | 32                                                                            | 32                                                                            | 32                                                                            | 32                                                                            |
| Velocità massima                   | 100                                                                           | 90                                                                            | 90                                                                            | 100                                                                           | 100                                                                           | 100                                                                           |
| Consumo medio (litri/100 km)       | 6.25                                                                          | 7.5                                                                           | 7.5                                                                           | 6.25                                                                          | 6.25                                                                          | 6.25                                                                          |